# Артиллерийская улица (Павловск)
Артиллери́йская улица — улица в городе Павловске (Пушкинский район Санкт-Петербурга). Проходит от улицы Обороны до Павловского кладбища.
Изначально, с 1790-х годов, называлась Кладби́щенской дорогой, поскольку ведет к городскому кладбищу. В 1840-х годах изменился статус; дорога стала Кладбищенской улицей.
Современное название — Артиллерийская улица — известно с 1900 года. Вдоль её чётной стороны располагались казармы артиллерийских воинских частей.
Водопроводный пруд, расположенный возле дома 8, признан выявленным объектом культурного наследия. Он был вырыт в 1800-х годах и входит в систему Таицкого водовода.

## Застройка
- Дом 2 — собор Николая Чудотворца, построенный в 1902—1904 годах. Ныне памятник архитектуры федерального значения[3].
- Дом 4 — манеж Образцового кавалерийского полка, построенный в 1829 году. Сильно разрушен во время Великой Отечественной войны. Является выявленным памятником архитектуры[2]. В 2016 году здание планировалось продать с торгов[4].